# Una estafa celestial
Una estafa celestial (títol original, Playing God) és una pel·lícula nord-americana del 2021 escrita i dirigida per Scott Brignac i protagonitzada per Luke Benward, Michael McKean, Alan Tudyk i Hannah Kasulka. Es va estrenar als cinemes i sota demanda el 6 d'agost de 2021. Ha estat subtitulada al català.

## Repartiment
- Luke Benward com a Micah
- Michael McKean com a Frank
- Alan Tudyk com a Ben
- Hannah Kasulka com a Rachel
- Jude Demorest
- Marc Menchaca

## Producció
El 14 de maig de 2018, es va anunciar que Scott Brignac estava escrivint i dirigint una nova pel·lícula titulada, Playing God que seria produïda per Aaron Benward i Russell Grove. Al costat de l'anunci inicial, es va confirmar que Luke Benward, Michael McKean, Alan Tudyk, Hannah Kasulka, Jude Demorest i Marc Menchaca s'havien unit al repartiment principal. El rodatge va començar el maig de 2018 a Houston, Texas.